# Save Me (Remy Zero)
Save Me è un singolo della rock band Remy Zero, tratto dal loro album The Golden Hum, ha raggiunto la 27ª posizione dell'United States Billboard Modern Rock Charts. È la sigla della serie televisiva Smallville.

## Video musicale
Il video musicale di "Save Me", diretto da Phil Harder, è stato girato a Minneapolis, Minnesota e mostra clip del centro di Minneapolis, Minnesota State Fairgrounds e dei ponti lungo il fiume Mississippi, tra cui il ponte sul fiume Mississippi I-35W che è sprofondato nell'agosto 2007. Nel video musicale, CinjunTate (membro del gruppo) è diverso da tutti gli altri. Tutti intorno a lui cammina in senso inverso, così come le auto. La band si esibisce all'interno di una stanza gigantesca con proiezioni d'immagini di sfondo non collegati.

## Tracce
1. Save Me – 4:01
2. Inside Out – 3:38 (performed by Vonray)